# Sterkrade 06/07
Sterkrade 06/07 (offiziell: Spielvereinigung Sterkrade 06/07 e. V.) ist ein Fußballverein aus Oberhausen-Sterkrade.

## Geschichte
Am 13. Mai 1906 wurde der Spielverein Sterkrade 06 gegründet. Dieser fusionierte 1920 mit dem TV 1869 Sterkrade zum TSV 1869/1906 Sterkrade. Bereits zwei Jahre später machte sich die Fußballabteilung des Fusionsvereins als Spielverein 06 Sterkrade selbständig. Durch den Zusammenschluss mit dem Spielclub 07 Sterkrade entstand schließlich 1929 die Spielvereinigung 06/07 Sterkrade.
Ab 1947 spielte die SpVgg in der drittklassigen Landesliga Niederrhein, seinerzeit höchste Klasse des Amateurfußballs. Dort belegte sie zumeist vordere Plätze. Sowohl 1954 als auch 1955 wurde die Mannschaft Sieger in ihrer Niederrheinstaffel. In dieser Epoche brachte die SpVgg mit Karl Klug auch ihren prominentesten Spieler neben dem späteren Weltmeister Dieter Herzog, der allerdings nur in der Jugend für Sterkrade spielte, hervor. Klug gehörte zur deutschen Amateurnationalmannschaft bei den Olympischen Sommerspielen 1952 von Helsinki. Auch dank Klugs Toren gegen Ägypten im Achtelfinale und Brasilien im Viertelfinale erreichte die deutsche Elf das Halbfinale des olympischen Fußballwettbewerbs. 1955 rückte auch die SpVgg erstmals in ein deutschlandweites Blickfeld, als sie an der Endrunde um die Deutsche Amateurmeisterschaft teilnahm. Das Aus kam jedoch bereits in den Gruppenspielen. 1970 wurde Sterkrade unter Trainer Ludwig Bartholot Niederrheinmeister und verpasste in der Aufstiegsrunde nur knapp den Sprung in die Regionalliga West. Im Jahr darauf gelang als Vizemeister erneut die Qualifikation für die Endrunde um die Amateurmeisterschaft. In der zweiten Runde schied die Mannschaft gegen den FSV Frankfurt aus.
Zwischen 1975 und 1978 konnte 06/07 mit dem mächtigen Lokalrivalen Rot-Weiß Oberhausen im direkten Duell um die führende Position im Oberhausener Fußball kämpfen – RWO hatte jedoch die Nase vorn und konnte sich in allen drei gemeinsamen Spielzeiten vor Sterkrade platzieren. In dieser Phase gelang 1976 auch das bisher einzige Mal die Qualifikation für die Hauptrunde des DFB-Pokals, in der man jedoch die 1. Runde nicht überstand.
Auch die 1977 vollzogene Fusion mit dem SuS 1955 Klosterhardt zur SuS 06/07 Sterkrade vermochte den einsetzenden Niedergang der Spielvereinigung nicht aufzuhalten. Für die 1978 gegründete Amateuroberliga Nordrhein verpasste man als Tabellenvierzehnter die Qualifikation, obwohl man der einzige Verein war, der alle Spielzeiten der Amateurliga Niederrhein miterlebt hatte. 1980 konnte auch die Verbandsliga nicht mehr gehalten werden, seitdem pendelt die erste Herrenmannschaft meist zwischen Landesliga und Bezirksklasse. In der Saison 2010/11 spielte der Klub in der siebtklassigen Landesliga Niederrhein und stieg als Tabellenletzter ab. Die Spielzeit 2012/13 schloss Sterkrade auch in der Bezirksliga auf einem Abstiegsplatz ab und musste zwei Jahre in der Kreisliga A verbringen, ehe der Wiederaufstieg in die Bezirksliga gelang. Dort wurden die Sterkrader 2025 Vizemeister hinter Rhenania Bottrop, scheiterten aber dann in der Aufstiegsrunde am Solingen 03.
Die A-Jugend des Vereins wurde 1969 Westdeutscher Vizemeister.

## Persönlichkeiten
- Karl Klug, absolvierte von 1952 bis 1953 vier Spiele für die Nationalmannschaft der Amateure[5]
- Gustav Walenciak, absolvierte 1960 zwei Spiele für die Amateurnationalmannschaft[5]
- Herbert Schwinning, Niederrheinmeister 1970
- Friedhelm Grubbert, Niederrheinmeister 1970, Niederrhein-Vizemeister 1971, Teilnahme Deutsche Amateurmeisterschaft, Regionalliga West
- Bernhard Focke, Niederrheinmeister 1970, Niederrhein-Vizemeister 1971, Teilnahme Deutsche Amateurmeisterschaft, Regionalliga West
- Horst Willmsen, Niederrheinmeister 1970, Niederrhein-Vizemeister 1971, Teilnahme Deutsche Amateurmeisterschaft, Regionalliga West ab 1971
- Harald Langela, Niederrheinmeister 1970, Niederrhein-Vizemeister 1971, Teilnahme Deutsche Amateurmeisterschaft
- Theo Kettler, Niederrheinmeister 1970, Niederrhein-Vizemeister 1971, Teilnahme Deutsche Amateurmeisterschaft, Regionalliga West 1972 bis 1974
- Dieter Herzog, Nationalspieler, Fußballweltmeister 1974
- Burkhard Segler, B-Nationalmannschaft
- Franz Krauthausen, Deutscher Meister mit Bayern München
- Edmund Stieber, Niederrheinmeister 1970
- Günter Pangerl, Niederrheinmeister 1970; Fußball-Regionalliga West 1970 bis 1974
- Michael Bella, absolvierte vier Länderspiele in seiner Zeit beim MSV Duisburg
- Dieter Bast, absolvierte 14 Spiele in der Olympia-Auswahlmannschaft
- Norbert Brinkmann, gewann 1985 mit Bayer 05 Uerdingen den DFB-Pokal
- Hans-Jürgen Wloka, Niederrheinmeister 1970; in der Saison 1970/71 mit Borussia Mönchengladbach Deutscher Meister
- Reinhard Skandera, Niederrheinmeister 1978 mit Olympia Bocholt

## Stadion
Die Heimspiele werden im Stadion Am Dicken Stein ausgetragen, das am 21. November 1954 mit einem Spiel gegen den 1. FC Kaiserslautern vor 10.000 Zuschauern eröffnet wurde.